# Sanghiangdengdek
Sanghiangdengdek is een bestuurslaag in het regentschap Pandeglang van de provincie Banten, Indonesië. Sanghiangdengdek telt 2400 inwoners (volkstelling 2010).